# Walterella eudesmia
Walterella eudesmia là một loài bướm đêm trong họ Noctuidae.